# Herbert Boeckl

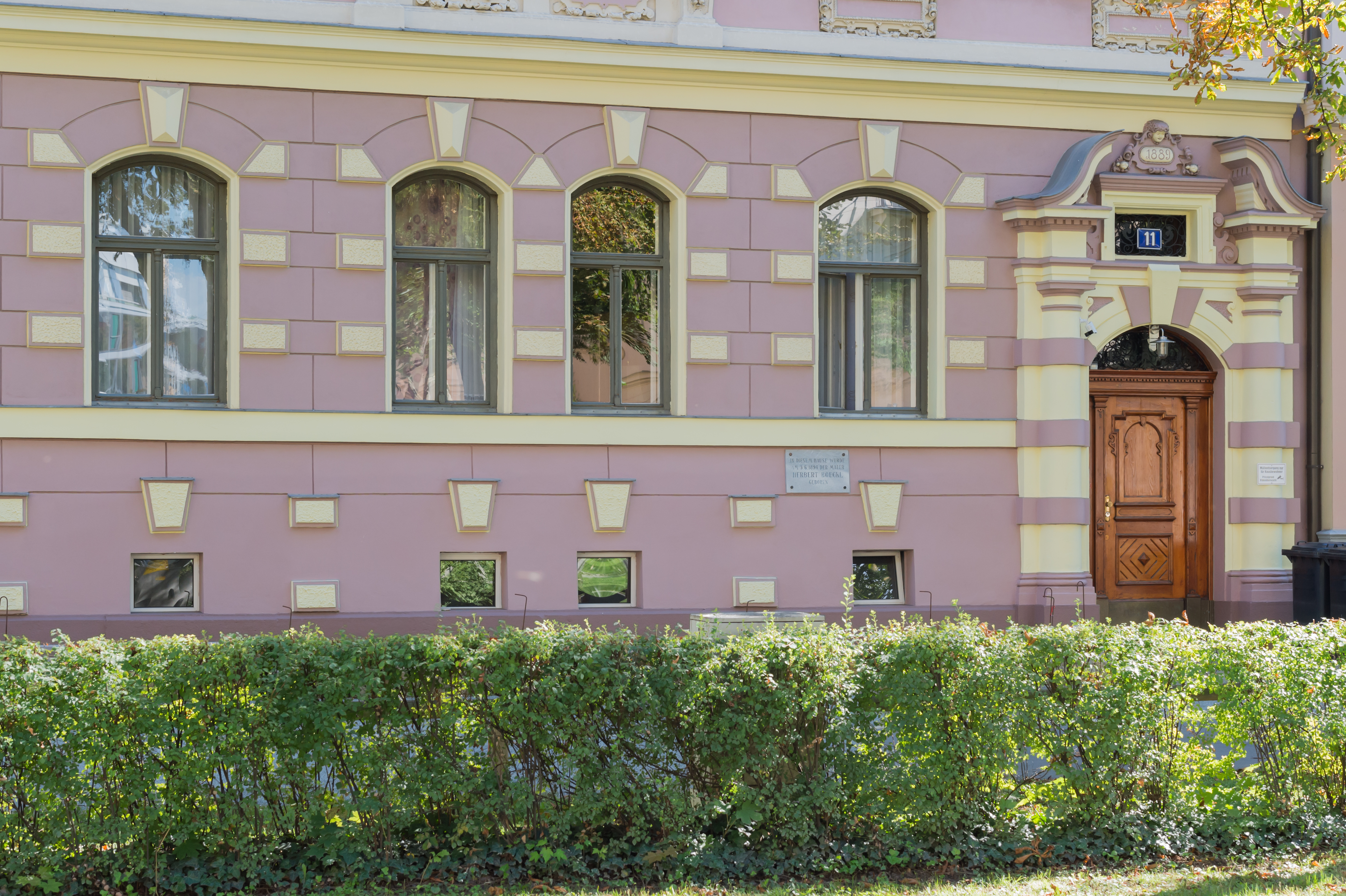
Geburtshaus von Herbert Boeckl, Klagenfurt, Viktringer Ring 11

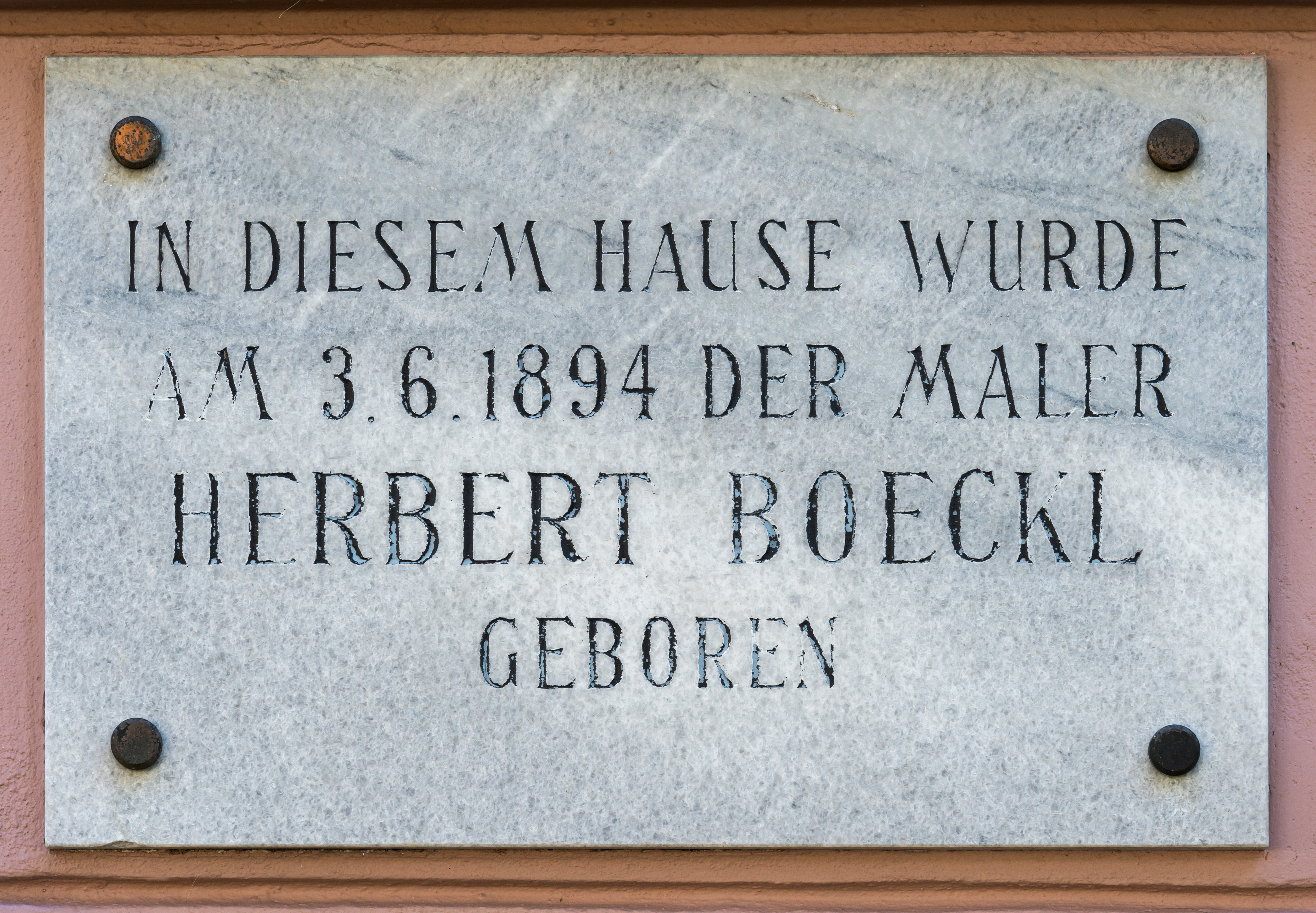
Gedenktafel an Boeckls Geburtshaus

Herbert Boeckl (* 3. Juni 1894 in Klagenfurt; † 20. Jänner 1966 in Wien) war ein österreichischer Maler, der als Autodidakt und bedeutender Vertreter der österreichischen Moderne gilt.

## Leben

### Frühe Jahre
Herbert Arthur Boeckl wurde am 3. Juni 1894 als Sohn des Staatsgewerbeschullehrers und Maschinenbauingenieurs Leopold Böckel und dessen Frau Paula in Klagenfurt geboren. Er war der zweitälteste von vier Söhnen. Bereits in Kindertagen entwickelte er ein großes Interesse an der Malerei.
Seine Schulausbildung erhielt Boeckl in Klagenfurt, wo er auch 1912 maturierte, um sich anschließend in Wien an der Akademie der bildenden Künste zu bewerben. Nachdem ihm eine Aufnahme verwehrt wurde, immatrikulierte er an der Bauschule der Technischen Hochschule. Das dortige Architekturstudium hatte für ihn jedoch nie einen vergleichbar hohen Stellenwert wie die Malerei. Nichtsdestoweniger ermöglichte ihm das Studium neue Perspektiven und engen Kontakt zu Adolf Loos, der vehement gegen den für ihn mit veralteten Traditionen belasteten Kunstbetrieb auftrat.
Im Dezember 1913 nahm Boeckl an der Ausstellung des Österreichischen Künstlerbundes im Kunstsalon Pisko in Wien teil. Laut damaligen Kunstkritikern zeigten die Arbeiten der ausstellenden Künstler starke Anregungen durch die Werke  von Gustav Klimt, Maurice Denis, Paul Gauguin, Paul Cézanne und Vincent van Gogh. Boeckl war mit den Bildern Blaue Karre, Bäume am Feuerbach und Herbstmorgen an der Glan vertreten.

### Erster Weltkrieg
Auch nach Kriegsausbruch 1914 studierte Boeckl weiterhin an der Wiener Technischen Hochschule und betätigte sich gleichzeitig als Maler. Seine Gemälde aus dieser Zeit lassen einen stärkeren Einfluss des Symbolismus und Postimpressionismus erkennen.
Ab Mai 1915 diente er im Feldartillerieregiment Nr. 28, zu dem Ende des Jahres auch Bruno Grimschitz gehörte – enger Freund, späterer Kustos sowie Direktor der Österreichischen Galerie im Wiener Belvedere und Förderer Boeckls. Unter seine Leitung erwarb das Museum insgesamt zehn Werke des Künstlers. Auch Grimschitz’ Nachfolgern war die Erweiterung dieser Sammlung ein großes Anliegen.
1916 beteiligte sich Boeckl an der Decennium-Ausstellung des Österreichischen Künstlerbundes bei C. J. Wawra in der ehemaligen Galerie Pisko, wo er das kurz zuvor entstandene Porträt Bruno Grimschitz zeigte. Während eines Heimaturlaubes im selben Jahr lernte er seine zukünftige Ehefrau Maria Plahna kennen. Im Jänner 1917 beteiligte sich Boeckl an einer Ausstellung in Klagenfurt, bei der er einen, zurzeit als verschollen geltenden, Entwurf für ein Heldendenkmal ausstellte.
1918 absolvierte Boeckl seine erste Staatsprüfung an der Technischen Hochschule in Wien und konnte sich an der 10. Bilderschau des „Kunstvereins für Kärnten“ in Klagenfurt beteiligen. Im selben Jahr schloss der Künstler einen unbefristeten Kommissionsvertrag auf Vorschuss mit dem erfolgreichen Verleger, Buch- und Grafikhändler Gustav Nebehay ab. Damit wurde dem Händler gegen einen regelmäßigen Monatslohn die gesamte Produktion des Malers zum Verkauf überlassen, wobei der Verkaufserlös je zur Hälfte an die Vertragspartner gehen sollte. Zusätzlich finanzierte Nebehay Boeckls Studienreisen, die ihn nach Berlin, Paris und Sizilien führten. Der Vertrag wurde 1931 aufgrund von Differenzen um den Verkauf eines Bildes aufgelöst.

### Werdegang als Künstler
Nach Ende des Krieges gab Boeckl das Studium an der Technischen Hochschule auf und bezog 1919 ein Atelier in Klagenfurt. Dort hielt er engen Kontakt zum Nötscher Künstlerkreis, dessen Mitglieder ihm Aktmodelle vermittelten. In dieser Zeit entstanden beispielsweise der Große Liegende Frauenakt, für den er seine Frau als Modell wählte, und eine Vielzahl an Aktdarstellungen in Kohle und Aquarell. Boeckls Darstellungen in den 20er Jahren zeigen den Einfluss des Nötscher-Kreises, der zum größten Teil in der Gewichtung auf die Farben zu erkennen ist. Sein Verhältnis zur Farbe war jedoch von sinnlicher, beinahe expressionistischer respektive psychologischer Natur. Zusätzlich sind diese Werke Zeugnis für eine starke und eigenwillige Künstlerpersönlichkeit. Der Große liegende Akt beispielsweise hat nichts mit den gleichzeitig entstandenen Werken anderer österreichischer Maler gemeinsam. Noch deutlicher zeigen sich die plötzliche Selbständigkeit und das neue künstlerische Selbstbewusstsein des gerade aus dem Krieg heimgekehrten, jungen und eigentlich ungeschulten Künstlers in den Zeichnungen und Gouachen dieser Zeit.
Als von Juni bis September 1920 im Wiener Kunstgewerbemuseum eine Überblicksdarstellung der Moderne Österreichs präsentiert wurde, konnte sich Herbert Boeckl mit zwei Gemälden beteiligen. Sie wurden neben Werken von Gustav Klimt, Egon Schiele und Oskar Kokoschka gezeigt.
Im selben Jahr entstand während eines Sommeraufenthaltes in Töschling am Wörther See das Ölbild Gruppe am Waldrand. Hier wurde die Ölfarbe schon beinahe zur Modelliermasse der Darstellungen. Die starken Konturen, die in seinen früheren Werken Anwendung fanden, verschwanden. Ebenfalls in Töschling entstand Steinbruch mit roten Schatten, in der die Tektonik der Landschaft hervorgehoben wurde und somit dem architektonischen Verständnis Boeckls entgegenkam – ein Aspekt, dem er im Laufe seines künstlerischen Schaffens stets große Bedeutung beimaß. Direkte Vorbilder für das Streben Boeckls, den Farbauftrag plastisch zu gestalten, lassen sich nicht finden. In den Werken Boeckls dieser Zeit ist die Farbe verselbständigt und wird beinahe selbst zum Motiv.
Nach häufigem Wechsel seines Wohnortes begab sich Boeckl 1921 nach Berlin. Dort schloss er sich keiner Künstlergruppe an, sondern ließ sich abseits der Kunstzentren nieder. Während seines einjährigen Berlinaufenthaltes entstanden unter anderem die Werke Stillleben mit Fischen, Stillleben mit toter Taube und Berliner Hinterhäuser. Bei Letzterem, dem ersten dokumentierten Stadtbild Boeckls, zeigt sich sein starkes Interesse an den hinter- und ineinander geschachtelten Wand- und Farbflächen, die von dunklen Linien getrennt und von Fensteröffnungen belebend durchbrochen werden.
Im April 1922 reiste Boeckl zurück nach Kärnten und verbrachte den Sommer mit seiner Familie in Klopein. Am Klopeiner See entstanden zahlreiche Landschaftsdarstellungen, die seine intensive Beschäftigung mit Cézanne erkennen lassen.
Bis auf 1924 hielt sich Boeckl nun jeden Sommer dort auf, um einerseits die in Berlin, Paris und Sizilien gesammelten Impressionen zu verarbeiten und Natureindrücke zu sammeln. Besonders hatten ihn die vielfältige Schichtung der Landschaft, die bewaldeten Hügel und steilen Berge, vor allem aber die klare Abgrenzung der Formen und ihrer Farb- und Helligkeitsgrade voneinander fasziniert.
1923 trat Boeckl seine Studienreise nach Paris an, wo er im Louvre die alten Meister studierte und sich mit dem Bildhauer Ossip Zadkine anfreundete. In der französischen Hauptstadt entstanden Pariser Selbstbildnis und Fortifikationen von Paris.
Der Aufenthalt in Paris führte weniger zu einer Auseinandersetzung mit den neuesten Strömungen innerhalb der französischen Kunst, als viel mehr zu einer intensiven Beschäftigung mit den Klassikern der modernen Malerei, allen voran mit Cézannes Werken.
Es folgte ein kurzer Aufenthalt in Kärnten und eine Reise zusammen mit seiner Familie nach Palermo, wo er die Maler Edwin Hunziker und Max Gruber kennenlernte. In Sizilien entstanden unter anderem die Große sizilianische Landschaft, eine Darstellung in der sich Boeckls großes Interesse am Steinbruch von Bagheria zeigt, sowie die Kleine sizilianische Landschaft.
Der Aufenthalt in Italien hatte für Boeckl größere Bedeutung als jene in Paris und Berlin. In Sizilien wandelte sich seine Malerei: Bereits in Palermo entwickelten sich selbstbewusste, sparsam ausgeführte Zeichnungen, woraus sich eine gewisse Vereinfachung und eine Art Erhabenheit in Boeckls Malerei ergab. Diese Neuheiten in seinem Stil werden in Der großen Sizilianischen Landschaft bereits deutlich sichtbar.

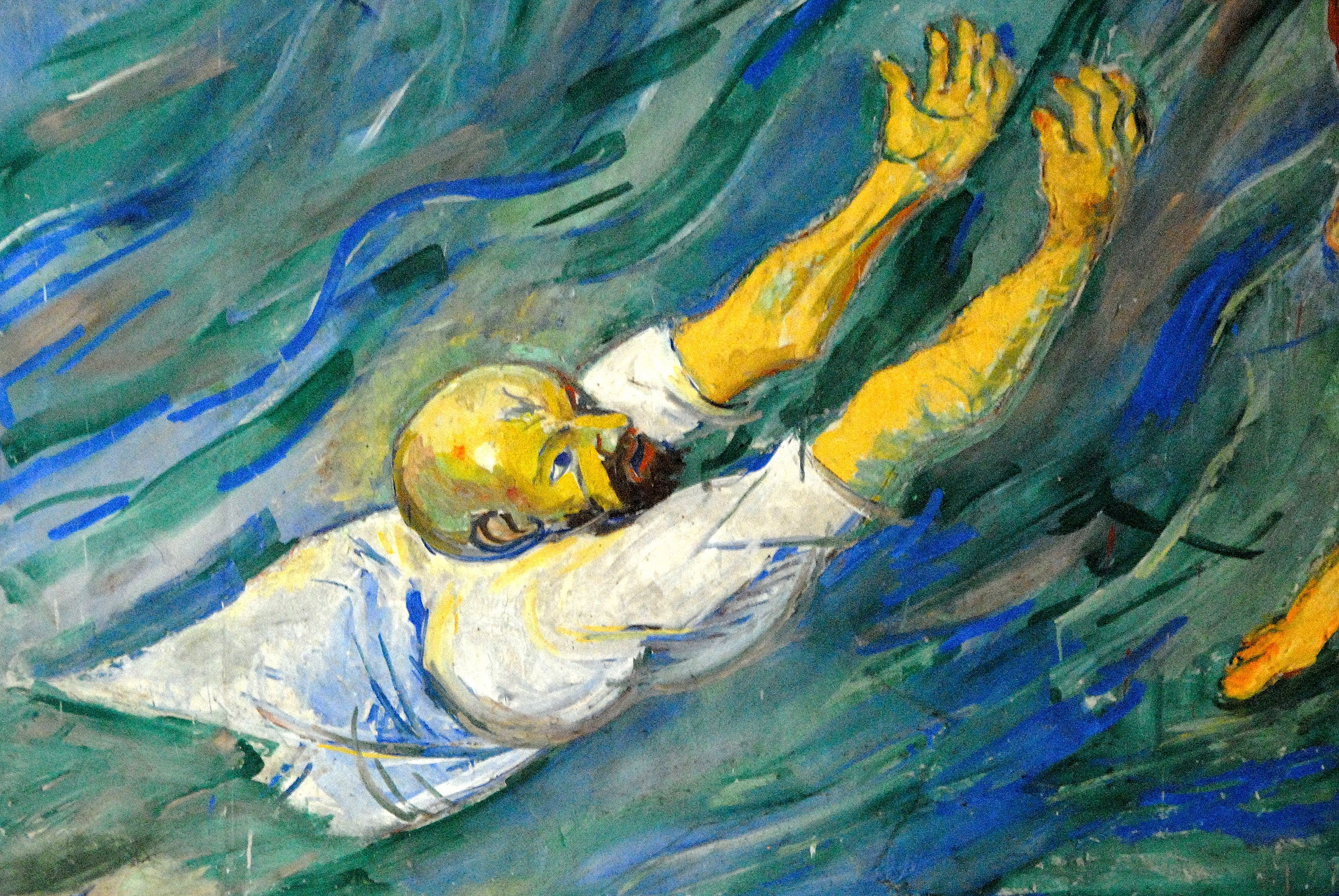
Errettung Petri aus dem See Genezareth: Petrus trägt die Gesichtszüge Lenins

1924 erschien die erste kunsthistorische Würdigung Boeckls durch Otto Benesch, der Boeckls Kunst als Nachfolge von Goya, Van Gogh, Géricault, Cézanne und Lovis Corinth stellte. Im Winter desselben Jahres arbeitete er im Atelier des befreundeten Malers Felix Esterl in Wien, wo die Bilder Stillleben mit Ofenrohr und Akt mit gelber Kiste entstanden. Letzteres stand am Beginn einer Reihe von Aktbildern, deren Hauptanliegen es war, die Körperlichkeit der menschlichen Figur durch raumbildende Farben zu ergänzen und mittels der Entfernung von naturalistischen Formen Ausdruckssteigerung zu erzeugen.
Neben zahlreichen namhaften Malern der Nötscher Schule beteiligte sich Boeckel von April bis Juni 1925 an der Kunstschau des Bundes Österreichischer Künstler im Wiener Künstlerhaus. Hier zeigte er die Große sizilianische Landschaft und zwei Stillleben.
Im November 1927 präsentierte die Wiener Secession im Zuge ihrer Herbstausstellung einen eigenen Boeckl-Saal mit 30 Ölgemälden des Künstlers, die in den vorangegangenen zwei Jahren, aber auch während der Aufenthalte in Berlin, Palermo und Paris entstanden waren. Wiener Kunstkritiker sahen in den Werken das Vorbild Kokoschkas und zogen Vergleiche zu Lovis Corinth, sodass Boeckl von manchen ein Mangel an Innovation vorgeworfen wurde.

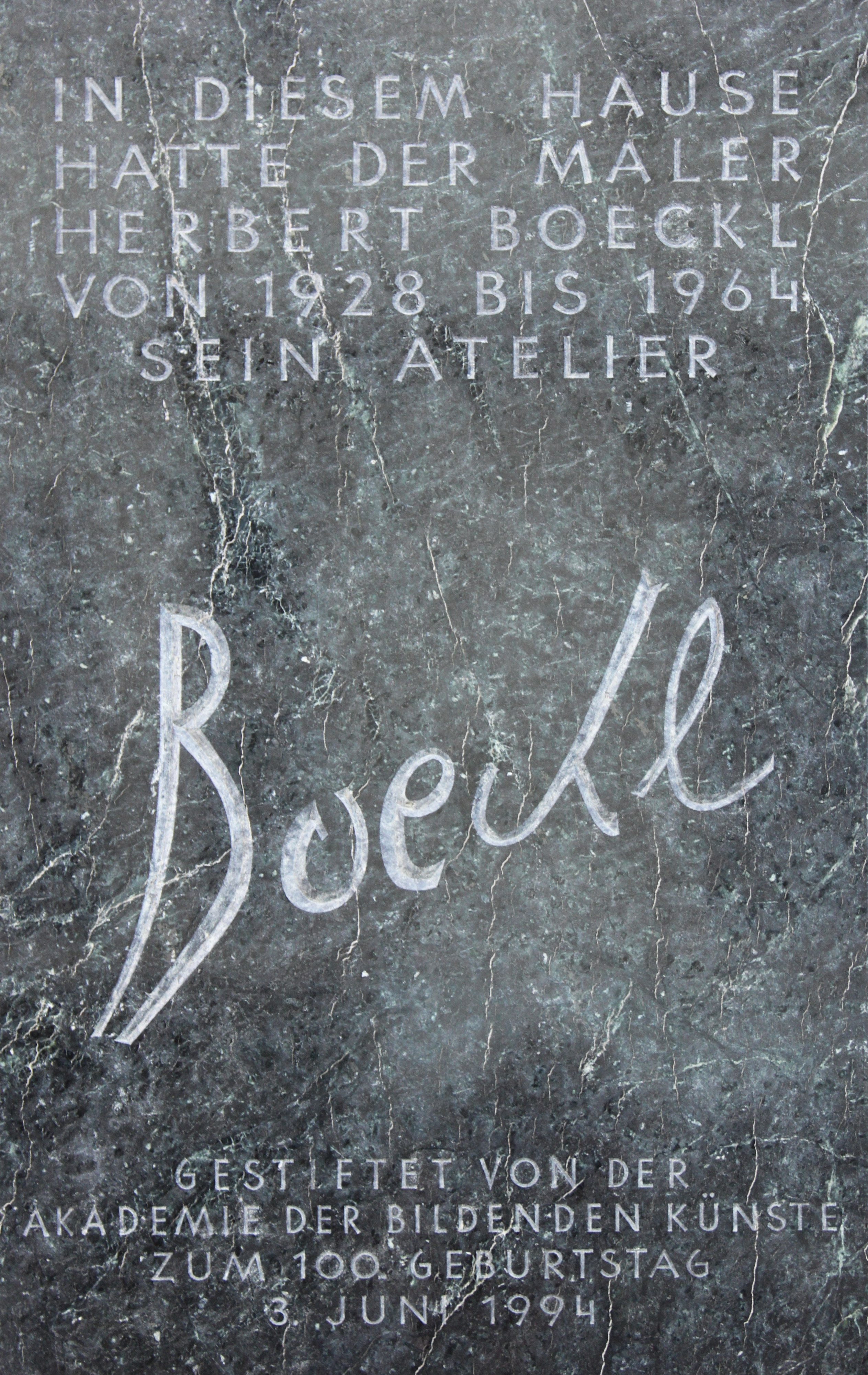
Gedenktafel für Herbert Boeckl, Wien, Argentinierstraße 42

1928 bezog Boeckl ein Atelier in der Wiener Argentinierstraße, in dem er 36 Jahre bis zu seinem Schlaganfall arbeitete und teilweise wohnte. Seine Familie lebte hingegen in Maria Saal. Im September malte er auf eigene Initiative im dortigen mittelalterlichen Dom das Fresko Errettung Petri aus dem See Genezareth. Das Bild führte wegen seines Stils, aber auch wegen einer angeblichen Ähnlichkeit Petri mit Lenin zu teils heftiger Kritik, sodass Bischof Adam Hefter das Bild verhängen ließ.
In den folgenden Jahren nahm Boeckl an zahlreichen Wiener Ausstellungen teil und steigerte seine Verkaufszahlen. Zusätzlich finden sich in den damaligen Kunstkritiken häufig anerkennende Worte für seine Werke. Er wohnte mit seiner Familie von 1930 bis 1935 in Perchtoldsdorf.
1931 arbeitete Boeckl in der Prosektur des Franz-Josef-Spitals in Wien an der Anatomie, deren Fertigstellung eine Fülle an Zeichnungen und Malereien vorausgingen und direkt im Seziersaal entstanden. Der geplante Verkauf des „Hauptwerkes“ dieser Bilderserie führte zum Streit mit Nebehay. Zusätzlich erzeugte die Darstellung besonders negative Resonanz bei vielen Betrachtern und sorgte für Negativschlagzeilen in der Presse. Als der Albertina-Direktor Otto Benesch im Februar 1948 die Zeichnungen zur Anatomie ausstellte, sorgten die Werke erneut für entsetzte Medienberichte. In der heutigen Forschung gilt Die Anatomie als ein Höhepunkt in Boeckls Bestrebungen nach reiner Naturbeobachtung und der Darstellen des menschlichen Seins. Weiters zeigt sich, wie in vielen seiner anderen Werke, eine intensive Auseinandersetzung mit großen Vorbildern. Hier wurde eindeutig auf Rembrandts Anatomische Vorlesung des Dr. Deyman Bezug genommen.
Nach dem Zerwürfnis mit Nebehay und dem daraus folgenden Verlust der regelmäßigen Einkünfte verschlechterte sich die finanzielle Lage der mittlerweile siebenköpfigen Familie Boeckls. Dieser suchte nun die Zusammenarbeit mit anderen Kunsthändlern, allen voran mit Otto Nirenstein, dessen 1923 gegründete „Neue Galerie“ zu einer der wichtigsten privaten Plattformen moderner Kunst in Wien avanciert war.
Im Sommer 1932 fand in Venedig die 18. Kunstbiennale statt, deren österreichischer Beitrag von Carl Moll kuratiert wurde. Er zeigte einen Querschnitt durch die aktuelle Kunstproduktion des Landes und stellte neben anderen namhaften Künstlern zehn Bilder und die Plastik Springendes Pferd von Boeckl aus.
1934 arbeitete Boeckl vorwiegend an Hymnus an Maria, das die Mitteltafel eines geplanten Marienaltares für eine Kärntner Kirche bilden sollte. Im November desselben Jahres fand im Wiener Künstlerhaus eine Wettbewerbsausstellung für den von der Bundesregierung neu gestifteten Großen Österreichischen Staatspreis statt, zu der Künstler aus Österreich Bilder und Plastiken einsenden konnten und den Boeckl mit Hymnus an Maria gewann.
Boeckl beteiligte sich an der Weltausstellung Brüssel 1935. Zeitgleich fand auch die „Exposition international d’art moderne“ statt, bei der Boeckl als sogenannter „Spezieller Regierungskommisär“ Österreichs fungierte. Diese Position wurde ihm letztlich durch einen seiner wichtigsten Förderer, den Ministerialbeamten Gottfried Hohenauer, ermöglicht, durch dessen Bemühungen Boeckl zu einem der prominentesten Künstler des österreichischen Ständestaates aufstieg. Hier in Brüssel wurde erstmals Boeckls Œuvre erfolgreich im internationalen Kontext der Moderne präsentiert. Er zeigte insgesamt sieben Bilder, darunter Die Anatomie, Hymnus an Maria, Große sizilianische Landschaft und Donna gravida. Boeckl erhielt für seine Funktion und Beteiligung an der Schau den Leopoldsorden des Königreichs Belgien. Nach den Eröffnungsfeierlichkeiten in Brüssel reiste Boeckl nach Amsterdam und London, wo das Bild Tower Bridge entstand.
1935 wurde Boeckel überraschend zum Professor an der Allgemeinen Malerschule der Wiener Akademie der bildenden Künste ernannt. Als seine Meisterschüler gingen der Maler Walter Eckert, Carl Unger, Karl Kreutzberg, Grete Yppen und Agathe von Auersperg hervor.

### Zeit des Nationalsozialismus
1938 wurde Boeckls Freund Bruno Grimschitz zum Direktor der Österreichischen Galerie im Wiener Schloss Belvedere ernannt, dem es trotz der speziellen Kunstauffassung der Nationalsozialisten möglich war, die Sammlung des Museums mit einer Vielzahl an Werken des Künstlers zu erweitern. Von 1938 bis 1945 war er aber kaum auf Ausstellungen vertreten, bei der 250. Jahrfeier der Akademie waren nur zwei seiner Gemälde ausgestellt.
Im darauf folgenden Jahr legte Boeckl vorsorglich die Leitung seiner Meisterschule an der Wiener Akademie zurück, um sich mit seinen Darstellungsweisen dem Blickfeld der Nationalsozialisten zu entziehen. Er übernahm stattdessen den täglich stattfindenden Abendakt-Kurs, der eine Pflichtveranstaltung für sämtliche Akademiestudenten war. Aufgrund der NS-Kulturpolitik war es Boeckl kaum möglich, sich an Ausstellungen zu beteiligen, woraus sich auch ein eher zurückgezogenes Leben und Kunstschaffen während der folgenden Jahre ergab.
1940 arbeitet Boeckl hauptsächlich am Großen Familienbild, für das alle seine Kinder Modell standen. Am 20. Februar 1940 beantragte Boeckl die Aufnahme in die NSDAP und wurde zum 1. Januar 1941 aufgenommen (Mitgliedsnummer 8.469.908), machte jedoch in seinem künstlerischen Schaffen keinerlei Zugeständnisse an das NS-Regime. Seine Mitgliedschaft in der NSDAP dürfte in erster Linie in seiner wirtschaftlichen Situation begründet gewesen sein. In seinem künstlerischen Schaffen finden sich keine Zugeständnisse oder Anklänge an das NS-Regime. Im sogenannten NSDAP-Gauakt wird er als „ruhiger, braver und achtbarer Mensch“ beschrieben, der „schwarz angehaucht“ sowie „römisch-katholisch stark betont“ sei. In den folgenden Jahren entstand eine Reihe an Landschaftsdarstellungen, zu denen ihn seine vielen Reisen, wie beispielsweise in die Steiermark und nach Mähren, inspirierten.

### Erste Nachkriegsjahre

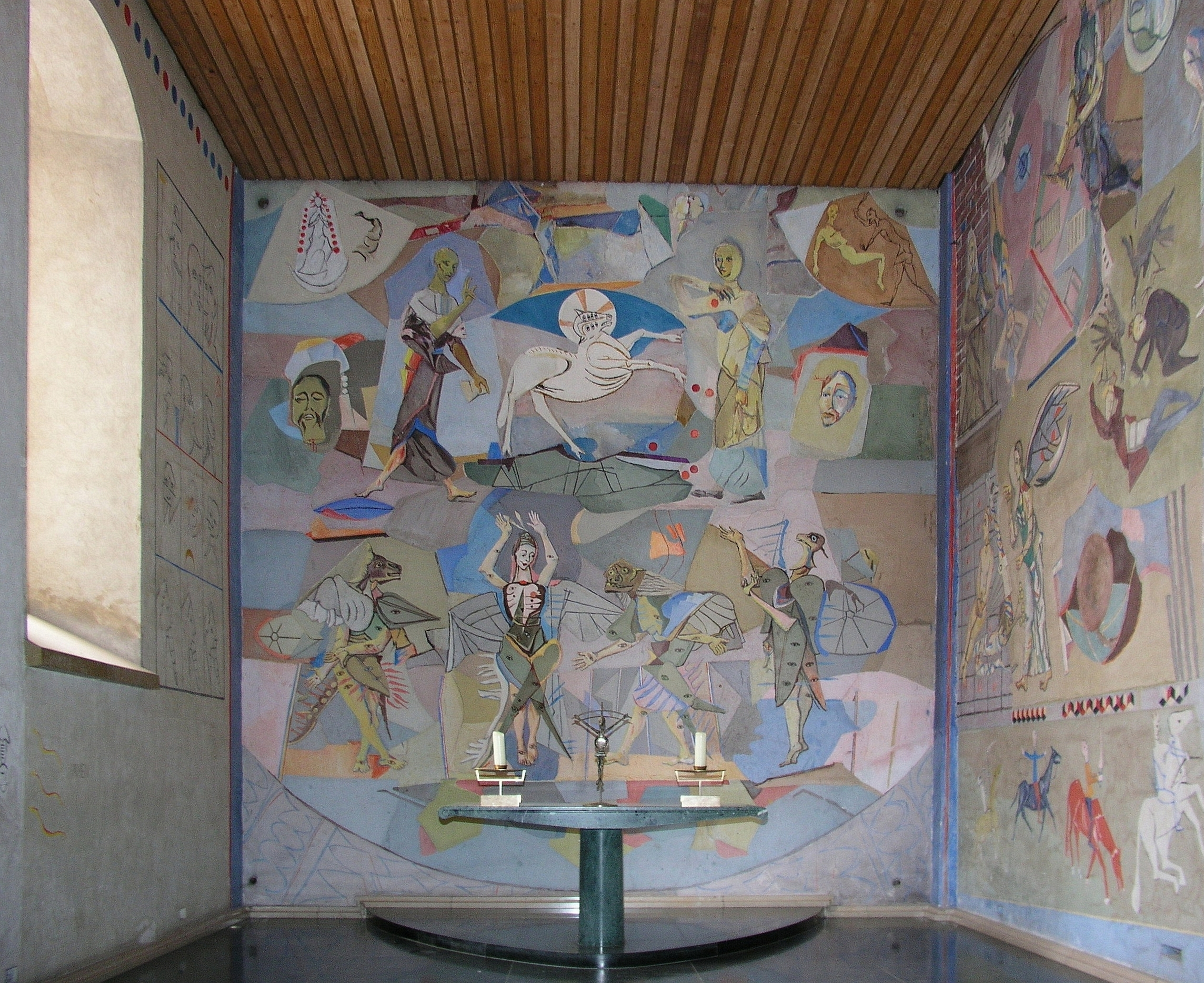
Basilika Seckau, Engelkapelle, Fresko „Seckauer Apokalypse“, 1952–1960: Altarwand (Nordwand) – „Lamm mit den sieben Augen“ und „vier apokalyptische Wesen“

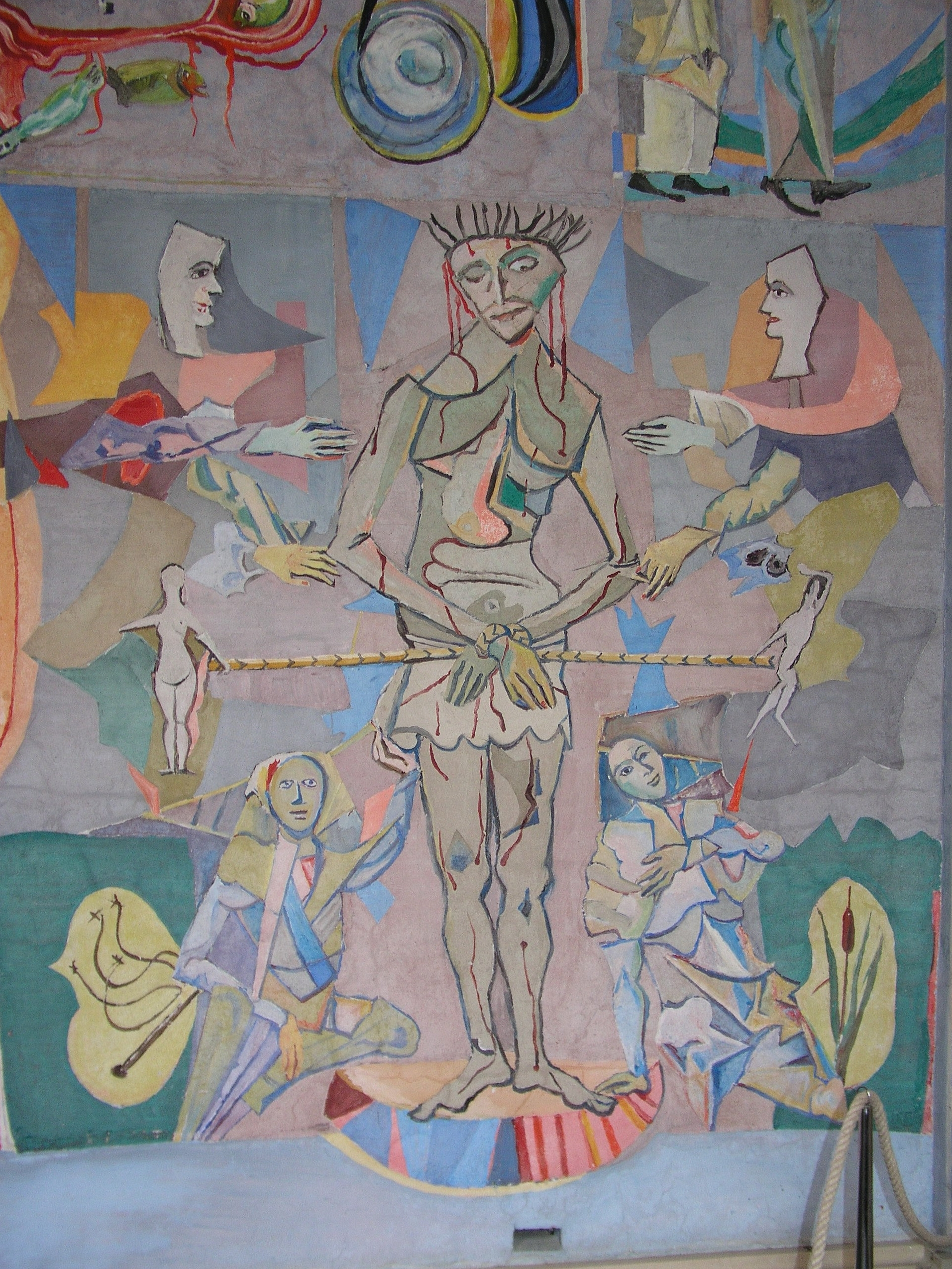
Fresko „Seckauer Apokalypse“: „Schmerzensmann“

Trotz Bombenangriffen auf Wien arbeitete Boeckl noch im März 1945 in seinem Wiener Atelier. Seine Familie floh indes nach Kärnten. Auch nach der Besetzung durch die Rote Armee blieb Boeckl in der Stadt.
Am 19. April wurde er vom Generalreferat für die Wiener Kunsthochschulen, Staatstheater, Museen und Volksbildung als Nachfolger Alexander Popps zum provisorischen Rektor der Akademie der bildenden Künste ernannt. In den ersten Monaten nach dem Krieg wohnte Boeckl im Akademiegebäude und engagierte sich intensiv für dessen Wiederaufbau sowohl in materieller sowie in personeller Hinsicht. Zu seinen ersten Berufungen zählten der Bildhauer Fritz Wotruba und der Maler Albert Paris Gütersloh. In zahlreichen Publikationen bezeichnete man Boeckl nun als führenden österreichischen Maler.
Anfang 1946 brachte für Boeckl große Erfolge mit sich: Der Kärntner Kunstverein im Klagenfurter Künstlerhaus wurde mit Boeckl als Präsident neu gegründet und vom 7. April bis 19. Mai fand in der Wiener Akademie der bildenden Künste die Ausstellung Herbert Boeckl. Gemälde, Zeichnungen, Aquarelle statt. Die Hängung folgte dem von Boeckl bevorzugten Prinzip formaler und inhaltlicher Analogien. So wurde beispielsweise die Gruppe am Waldrand (1920) neben den Erzberg I (1942) gehängt. Boeckl etablierte sich demnach wieder als führender österreichischer Künstler und wurde in den Medien hoch gelobt, wobei sich auch kritische Stimmen zu Wort meldeten, die auf weitaus bedeutendere Künstler hinwiesen, die sich ins Ausland zurückgezogen hatten.
Im Juni wurde Boeckl jedoch, mit der Begründung er habe verabsäumt sich als ehemaliges NSDAP-Mitglied registrieren zu lassen, als Rektor der Akademie abberufen. Am 1. April 1946 wurde Boeckls Fall von einer Sonderkommission beim Bundesministerium für Unterricht untersucht, die zu folgender Einschätzung gelangte: „Es ist der Umstand nicht von der Hand zu weisen, dass Boeckl, der sich als Künstler an der Grenze der sogenannten ‚entarteten Kunst‘ bewegte, deshalb die Beziehung zur NSDAP gesucht hat, um nicht mit der nationalsozialistischen Kunstpolitik in Konflikt zu kommen. Aus seiner antifaschistischen Einstellung hat er jedenfalls kein Hehl gemacht.“ Um den drohenden strafrechtlichen Folgen der Nichtregistrierung zu entgehen, meldete Boeckl auf Vorschlag der Sonderkommission, dass er der „NSDAP unter Mitgliedsnummer 8 469 908“ angehört habe, sich aber nicht als Nationalsozialist registrieren ließ, weil er sich als „unpolitisch“ fühlte. Das zuständige Magistratische Bezirksamt genehmigte die Ausnahme von der Registrierung. Dennoch hatte sich auch Boeckl, indem er eine staatliche Funktion wahrnahm, mit dem NS-Regime in gewisser Weise arrangiert. Die Sonderkommission gelangte letzten Endes aber zum Entschluss, dass einer Weiterverwendung Boeckls als Professor an der Akademie der bildenden Künste zugestimmt werden könne.
Sein damaliger Erfolg zeigte sich durch die Teilnahme mit elf Bildern an der Ausstellung „Meisterwerke aus Österreich“, die von November 1946 bis März 1947 im Kunsthaus Zürich sowie von 27. Oktober 1947 bis 2. März 1948 im Kunstmuseum Zürich stattfand. Die Ausstellung sollte im Grunde den kulturellen Status des besetzten Österreichs verdeutlichen und einen Anstoß zur baldigen Erlangung einer staatlichen Unabhängigkeit geben.
Im Herbst 1947 widmete sich Boeckl intensiv der Arbeit an seiner ersten Monographie, die Ende des Jahres erschien. Sein ehemaliger Schüler und Schwiegersohn Carl Unger arbeitete an den Bildreproduktionen. Die Textbeiträge stammten von Kunsthistoriker Otto Benesch, vom Maler Albert Gütersloh, vom Priester und Kunsthistoriker Otto Mauer sowie von Boeckls Assistenten Herbert Tasquill. Immer häufiger äußerte sich Boeckl kritisch über den aktuellen Wiener Kunstbetrieb, in dem nun vermehrt der Kubismus und der Surrealismus rezipiert wurde.
Boeckl erarbeitete im Jahr 1948 eine Serie von abstrahierenden Halbfigurenportraits des Wiener Dominikanerpaters Diego Goetz, der als engagierter Prediger bekannt war. Es entstanden neun Ölgemälde und mehrerer Zeichnungen und Radierungen. Boeckl arbeitete teilweise mittels einer Collage-Technik, die für die folgenden Jahre stilbildend wirkte.

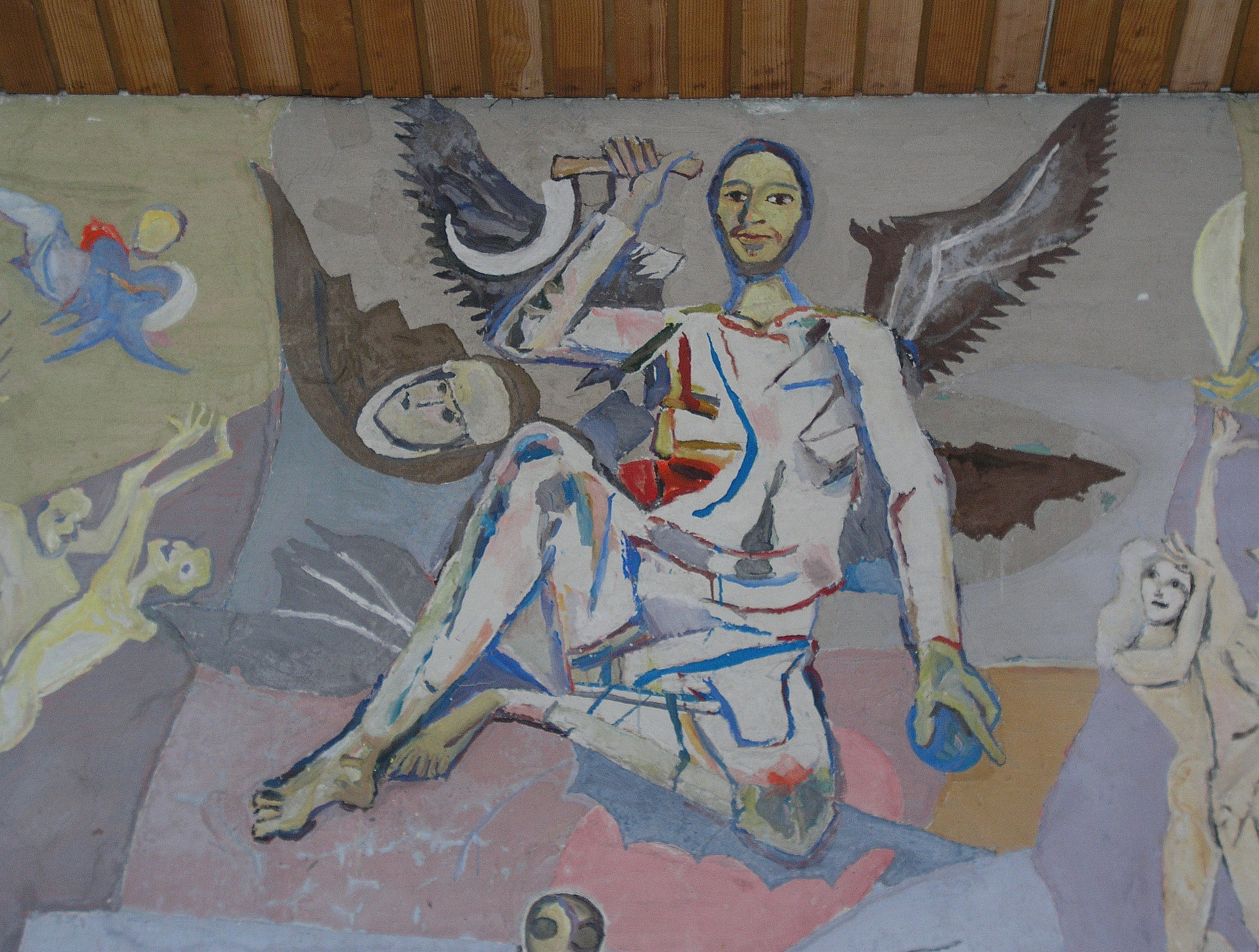
Fresko „Seckauer Apokalypse“: „Weltenrichter“

1949 schlug der Abt des Benediktinerklosters in Seckau Benedikt Reetz, wo Boeckls Sohn Oskar das Abteigymnasium besuchte, eine Lösung für das ausstehende Schulgeld vor: Boeckl solle ein Kunstwerk für die Abtei anfertigen. Von der Idee begeistert machte sich Boeckl an die Ausarbeitung eines Konzeptes für eine Wandmalerei in der Engelskapelle. Er griff im Wesentlichen Themen des biblischen Buches der Offenbarung des Johannes, Szenen aus dem Alten und Neuen Testament sowie der Hagiographie auf, um sie nach seinem künstlerischen Verständnis zu der Darstellung der Apokalypse zu verarbeiten. Dazu kamen noch mythologische Bezugnahmen, vor allem aus der frühen ägyptischen Kunst.
1951 unternahm er eine Studienreise nach Spanien um für Seckau berühmte mittelalterliche Sakralkunstwerke zu studieren. 1952 fingen seine Arbeiten in der Kapelle an, welche ihn die folgenden Jahre beschäftigten und 1960 fertiggestellt wurden. Der Freskenzyklus gilt als der umfangreichste innerhalb der Monumentalmalerei der Moderne.
Auf der Kunstbiennale 1949 in Venedig zeigte Boeckl eine Kollektion von 32 Werken aus mehreren seiner Schaffensperioden, wobei die abstrahierenden Formen in seinem Spätwerk auf Skepsis in der damaligen Kunstkritik stieß. Nichtsdestotrotz zeigte sich sein steter Erfolg als Künstler in der erneuten Verleihung des Großen Österreichischen Staatspreises im Jahre 1954. Im drauf folgenden Jahr reiste Boeckl zusammen mit seiner Frau Maria mit dem Schiff über Venedig nach Griechenland, wo er die Hauptwerke der minoischen und klassischen Kunst und Architektur studierte, um sie in das Seckauer Fresko einfließen zu lassen.
Im Juli 1956 reiste er als offizieller österreichischer Vertreter zur ersten Konferenz der Association international des arts plastiques der UNESCO nach Paris. Dort besuchte er ebenfalls den Louvre, wo ihn besonders die Pieta von Avignon, die Mona Lisa und Goyas Damenportraits faszinierten.
Nach der Konferenz reiste er weiter nach Lisieux, um den Wallfahrtsort der heiligen Therese zu besuchen, die er besonders verehrte und sie in einem seiner Werke darstellte.

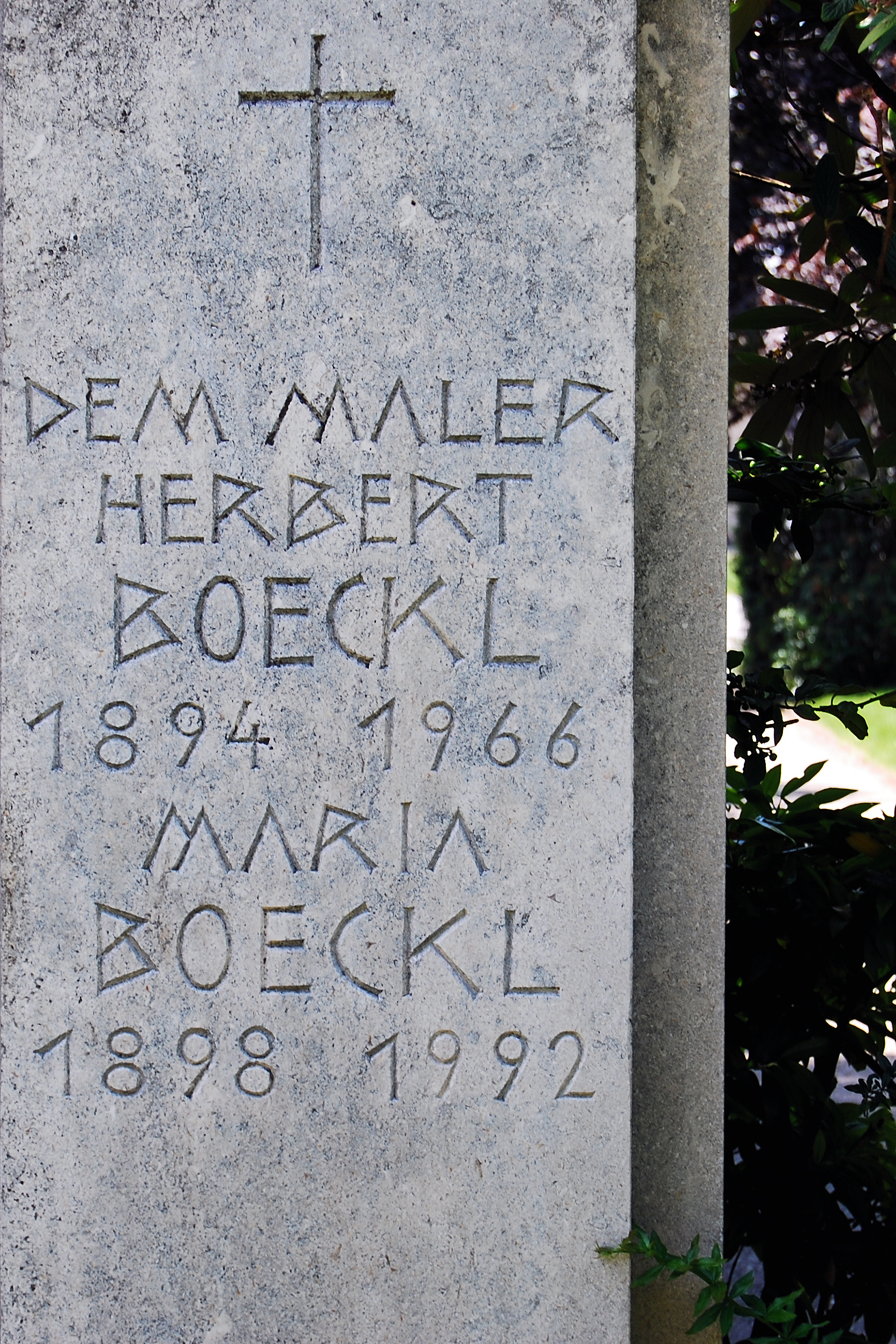
Grabstein Herbert und Maria Boeckl, Zentralfriedhof, Wien

### Letzte Lebensjahre
1957 erhielt Boeckl den Auftrag, einen Gobelin zur Ausstattung der Wiener Stadthalle zu entwerfen, dem er den Titel Die Welt und der Mensch gab und an dem er von Anfang des Jahres bis November arbeitete. Ein Jahr nach der Fertigstellung beteiligte sich Österreich mit dem Werk an der Weltausstellung in Brüssel und ließ es 1959 auf der 5. Kunstbiennale in São Paulo ausstellen.
1959 reiste Boeckl nach Ägypten, wo er Museen, Grabmäler, Kirchen und Tempel besichtigte und studierte.
Im Jahr 1962 reihten sich eine Fülle an Ereignissen aneinander: Boeckl wurde zum Rektor der Akademie der bildenden Künste bestellt, wenig später erfuhr er von seiner Erkrankung an Diabetes.
Im Juni feierte er seinen 70. Geburtstag, dem einige Aufregungen über eine mögliche Boeckl-Retrospektive vorausgegangen waren. Boeckl wurde für die Gestaltung des österreichischen Beitrags an der Biennale in Venedig beauftragt, den er als Überblick seines eigenen Gesamtwerk gestaltete. Am 19. Juni erhielt er das Ehrenkreuz für Wissenschaft und Kunst der Republik Österreich und wenige Monate später den Ehrenring der Stadt Wien. In der Nacht von 29. auf 30. Oktober erlitt Boeckl einen Schlaganfall und war ab diesem Zeitpunkt bis zu seinem Tod ans Krankenbett gefesselt.
Vom 18. Dezember bis 14. Februar wurde doch eine Boeckl-Retrospektive im Museum des 20. Jahrhunderts gezeigt. Die Ausstellung präsentierte 105 Ölgemälde, zwei Plastiken und zwei Bildteppiche.
1966 starb Boeckl an einem Gehirnschlag, als Vater von neun Kindern. Er wurde in einem Ehrengrab am Wiener Zentralfriedhof bestattet.
Ihm zu Ehren wurde in Wien 1977 der Herbert-Boeckl-Weg benannt und 1994 brachte die österreichische Post anlässlich des 100. Geburtstag Boeckls eine Sonderbriefmarke heraus.

## Künstlerische Leistung
Bedenkt man die Wirren in und nach den beiden Weltkriegen und deren Auswirkungen auf den Kunstmarkt, beeindruckt Herbert Boeckls kontinuierliche Produktion von Kunst auf hohem Niveau. In seinem Œuvre lassen sich mehrere deutlich voneinander abgegrenzte Phasen erkennen, in denen er eine Fülle von künstlerischen Möglichkeiten der modernen Bildsprache erprobte und in weiterer Folge sogar Höhepunkte erreicht wurden, wie beispielsweise in der expressiven oder auch der expressiv-realistischen Malerei Europas.
Zumeist wird innerhalb Boeckls Schaffen das Hauptaugenmerk auf seine Ölmalerei gelegt. Es darf aber keineswegs vergessen werden, dass Aquarelle, Zeichnungen, Gouachen und Deckfarbenmalerei untrennbar zu seinem Gesamtwerk gehören. Auf vielen von diesen treten Boeckls Vorstellungen und seine Entwicklungsstadien besonders deutlich zum Vorschein.
In der Österreichischen Kunst des 20. Jahrhunderts gab es zwei große Verlustwellen: Zum einen 1918 mit dem Tod Wagners, Klimts, Schieles sowie Mosers und zum anderen mit der späteren Vertreibung und Ermordung jüdischer und regimekritischer Künstler in der Zeit des Nationalsozialismus, zusätzlich noch zum Suizid von Carl Moll. Durch diese Umstände fand man in Boeckl den einzig etablierten, erfahrenen und offiziell gewürdigten Vertreter der Moderne in Österreich. Von seinen Bewunderern wurde er nun mit dieser identifiziert und als bedeutendster Maler Österreichs gefeiert. Diese Ansicht wurde nicht von jedermann geteilt und Gegner dieser Auffassung argumentierten beispielsweise mit der bahnbrechenden Kunst des im Exil lebenden Oskar Kokoschkas.
Boeckls Intention lag darin den österreichischen Kulturbetrieb wieder zurück in den europäischen Dialog zu führen, wobei sich seine Kritik häufig gegen die damals jungen Künstler wendete, die sich lediglich, eben entgegen Boeckls Vorstellungen, an internationalen kubistischen, surrealistischen und abstrakten Vorbildern orientierten.
Dass sich Boeckl bald nach Kriegsende in die kulturellen Traditionen des Mittelmeerraums und des Christentums zurückzog, ist einerseits als eine Art Flucht vor dem für ihn zunehmend als bedrohlich empfundenen Kunstbetrieb zu verstehen, andererseits aber auch als Demonstration seiner Fähigkeit die Moderne mit der Bildsprache des christlichen Abendlandes zu verbinden. Mit öffentlichen Auftritten und Vorträgen versuchte er stetig den Kontakt und einen Dialog zur jüngeren Künstlergeneration aufrechtzuerhalten. Die letzten Erfolge in diesem Bemühen gelangen ihm 1952 mit dem monumentalen Copertino-Triptychon in der Eröffnungsausstellung des neuen Museums des 20. Jahrhunderts, 1964 mit einer Werkschau auf der Biennale in Venedig und mit einer Retrospektive im Museum des 20. Jahrhunderts. Diese drei Ereignisse veranschaulichten damals wie heute, dass Boeckl nicht nur während der Anfänge der Moderne wesentliche Entwicklungsschritte gesetzt hatte, sondern sogar für die gegenwärtige Kunst Bedeutung in der Synthese von christlichen und humanistischen Werten – kurz dem christlichen Humanismus – besitzt.

## Nachrufe und Würdigungen
In den Jahren 1955–1960 studierte Adi Holzer an der Akademie der bildenden Künste Wien bei den Professoren Robin Christian Andersen und Herbert Boeckl. Holzer beurteilte Boeckl 1996 so: „Unter meinen Lehrern an der Wiener Akademie für bildende Künste war Herbert Boeckl die weitaus bedeutendste Künstlerpersönlichkeit. Er hatte Ausstrahlung – Charisma.“ 1973 wurde in Graz die Herbert-Boeckl-Gasse nach ihm benannt. Eine vom Grazer Gemeinderat eingesetzte Historikerkommission beschrieb Boeckl wegen seiner NSDAP-Mitgliedschaft kritisch. In seinem „Gau-Akt“ sei der Kommission zufolge allerdings vermerkt, dass „seine ‚nationalsozialistische Weltanschauung‘ [...] nicht so zum Ausdruck kommt, wie man es von einem Parteigenossen erwartet“. Ein Bericht des von der Stadt Villach beauftragten Historikers Werner Koroschitz sah die 1983 erfolgte Benennung eines Weges in Goritschach ebenso kritisch.

## Rezeption
Schon Boeckls erster großer Auftritt in der Wiener Secession 1927 hatte negative Reaktionen der konservativen Wiener Kunstkritik zur Folge, dennoch gab es auch schon einen großen Teil an positivem Echo. Man lobte seine malerische Kraft und koloristische Begabung. Für die Boeckl-Rezeption der folgenden Jahre wurde ein Schema erkennbar: Jene die grundsätzlich ein Problem mit moderner Kunst hatten, verurteilten seine Malerei, während andere, die die österreichische Moderne begrüßten, Boeckls Arbeiten als äußerst positiv anerkannten.
Trotz alle dem ist Boeckl außerhalb Österreich kaum bekannt. Dies mag unter anderem an seinen kurzen Auslandsaufenthalten in ausschlaggebenden Kunstzentren wie Paris oder Berlin liegen. Er knüpfte dort zu wenige haltbare Verbindungen für die Zukunft und beteiligte sich nicht wesentlich an den dortigen Künstlerkreisen bzw. -betrieben. Weiter band ihn der Vertrag mit Nebehay und die Förderung durch die „öffentliche Hand“ allzu sehr an Österreich. Gleichgültigkeit gegenüber der bildenden Kunst des westeuropäischen Randgebietes mag dafür ein Grund sein, zusätzlich zu oft künstlich aufrechterhaltener Isolation gegenüber neuesten Entwicklungen und Tendenzen in der europäischen und amerikanischen Kunst.
Boeckls Œuvre lässt sich in groben Zügen zusammenfassen: Für sein Frühwerk ist ein stark expressiver Stil mit pastosem Farbauftrag charakteristisch. Seine folgende Schaffensphase bestimmt eine Auseinandersetzung mit realistischen Darstellungsweisen, wobei er mit der Funktion von Farben experimentiert und sein Hauptaugenmerk auf figurale und landschaftliche Bildthemen legt. Sein Spätwerk zeugt von einer Beschäftigung mit der internationalen abstrakten Malerei.

## Herbert Boeckl im Belvedere, Wien
Das Belvedere pflegt beinahe seit Beginn von Boeckls Malerei enge Beziehungen zum Künstler und seinem Werk. Die heutige Sammlung des Museums umfasst mittlerweile 22 Werke Boeckls zusätzlich zu einer Fülle an Dauerleihgaben, die ab 1955 viele Jahre in einem eigenen Saal des Oberen Belvederes präsentiert wurden. Nach dem Tod des Künstlers verwahrte das Belvedere zehn Jahre lang seinen künstlerischen Nachlass. In den vergangenen Jahren wurde zudem eine umfassende Dokumentation zu Boeckl im Archiv des Belvederes aufgebaut.
Von 21. Oktober 2009 bis 31. Jänner 2010 fand im Unteren Belvedere eine Würdigung seines Schaffens mit der Ausstellung „Herbert Boeckl. Retrospektive“ statt, im Zuge derer ein neu erstelltes Werkverzeichnis herausgegeben wurde.

## Werke (Auswahl)

### Ölbilder
- Liegender Frauenakt (Wien, Leopold Museum, Inv. Nr. 2115), 1919, Öl auf Leinwand, 111 × 158 cm
- Steinbruch mit rotem Schatten (Zug, Kunsthaus Zug, Inv. Nr. K.G 84), 1920, Öl auf Leinwand, 50.7 × 81 cm
- Gruppe am Waldrand (Wien, Leopold Museum, Inv. Nr. 632), 1920, Öl auf Leinwand
- Stilleben mit 2 roten Äpfeln (Wien, Leopold Museum, Inv. Nr. 656), 1921, Öl auf Leinwand
- Porträt Josef von Wertheimstein (Wien, Leopold Museum, Inv. Nr. 657), 1921, Öl auf Holz
- Berliner Fabrik (Wien, Leopold Museum, Inv. Nr. 518), 1921, Öl auf Leinwand
- Berliner Hinterhäuser (Wien, Belvedere, Inv. Nr. 2356), 1922, Öl auf Leinwand
- Stilleben mit Flasche und Fischen (Wien, Belvedere, Inv. Nr. 2514), 1922, Öl auf Leinwand
- Stilleben mit toter Taube (Wien, Leopold Museum, Inv. Nr. 523), 1922, Öl auf Leinwand
- Landstraße (Wien, Leopold Museum, Inv. Nr. 517), 1922, Öl auf Leinwand
- Stift Eberndorf in Kärnten (Wien, Belvedere, Inv. Nr. 2357), 1922, Öl auf Leinwand
- Badende am Klopeiner See (Wien, Leopold Museum, Inv. Nr. 521), 1922, Öl auf Leinwand
- Sommerabend am Klopeiner See (Wien, Belvedere, Inv. Nr. 2444), 1922, Öl auf Leinwand
- Große sizilianische Landschaft (Wien, Leopold Museum, Inv. Nr. 529), 1924, Öl auf Leinwand
- Stilleben mit Orangen und Krug – Palermo (Wien, Leopold Museum, Inv. Nr. 522), 1924, Öl auf Leinwand
- Familie I (Wien, Leopold Museum, Inv. Nr. 349), 1925, Öl auf Leinwand
- Stilleben mit Schüssel und blauen Früchten (Zug, Kunsthaus Zug, Inv. Nr. 85), 1926, Öl auf Leinwand, 32 × 51,5 cm
- Gartenlandschaft – Armenhaus durch Bäume (Kunstsammlung des Landes Kärnten), 1927, Öl auf Leinwand, 57 × 70 cm
- Selbstporträt mit großem Akt (St. Pölten, Niederösterreichisches Landesmuseum, Inv. Nr. 7900), 1934, Öl auf Leinwand
- Triptychon (Pfarrkirche Salvator am Wienerfeld), 1934–1945
- Landschaft bei Nappersdorf II (St. Pölten, Niederösterreichisches Landesmuseum, Inv. Nr. 7344), 1951, Öl auf Leinwand
- Hl. Therese (Wien, Belvedere, Inv. Nr. 4813), 1952, Öl auf Leinwand, 92 × 73,5 cm

### Fresken
- Maria Saal, „Errettung Petri aus dem See Genezareth“ 1925
- Seckauer Fresko Engelkapelle, 1952–1960

### Plastik
- Klagenfurt, Arnulfplatz, Bronzeskulptur „Atlantis“ 1940–1944

## Auszeichnungen
- 1934: Großer Österreichischer Staatspreis für Bildende Kunst
- 1935: Leopoldsorden des Königreichs Belgien
- 1950: Preis der Stadt Wien für Malerei und Graphik
- 1954: Großer Österreichischer Staatspreis für Bildende Kunst
- 1954: Ehrenring der Landeshauptstadt Klagenfurt am Wörthersee
- 1958: Guggenheim-Preis
- 1964: Österreichisches Ehrenkreuz für Wissenschaft und Kunst
- 1964: Ehrenring der Stadt Wien